# Evanston (Illinois)
Evanston je město v okrese Cook County v Illinois, USA. Podle odhadu v roce 2010 mělo 74 549 obyvatel. Tvoří předměstí Chicaga, leží asi 20 km severně od jeho centra. Patří k obcím chicagského Severního pobřeží u jezera Michigan, na západě sousedí se Skokie, na severu s Wilmette. Hranice Evanstonu se kryjí s hranicemi okrsku Evanston Township, ačkoliv školní obvody 65 a 202 zabírají také menší část východní Skokie. Evanston je domovem Northwestern University.
Před rokem 1830 byla oblast dnešního Evanstonu prakticky neobydlená, vyplněná mokřady a bažinatými lesy, jen Potavatomiové měli na severojižních terénních hřbetech stezky a dočasná tábořiště. Francouzští průzkumníci nazývali oblast "Grosse Pointe" po výběžku země do jezera Michigan asi 21 km od ústí řeky Chicago. V roce 1836 se zde usídlili první bělošští osadníci, ale osídlení bylo řídké, šlo spíše o farmáře a dřevorubce a podél stezek vyrostly hospody a "hotely". V roce 1850 zde byl ustaven dnes již neexistující okrsek Ridgeville Township, který podle sčítání lidu z téhož roku čítal několik stovek osadníků. V jedné z hospod byla založena poštovní stanice.
V roce 1851 skupina předních obchodníků metodistického vyznání založila Northwestern University a Garrett Biblical Institute. Jako místo pro univerzitu vybrali zalesněné stráně podél jezera. V roce 1854 zakladatelé přednesli okresnímu soudci své plány založit město zvané Evanston po Johnu Evansovi, jednom z nich. V roce 1857 byla žádost schválena. Okrsek Ridgeville Township byl rozdělen a vznikly okrsky Evanston Township a Lake View Township, na němž dnes stojí Lake View, městská část Chicaga.
Evanston byl oficiálně začleněn jako město 29. prosince 1863, ale nebyl povýšen na velkoměsto, i když zákonodárci Illinois za tímto účelem předložili v roce 1869 návrh zákona. Během občanské války se Evanston rozšířil pohlcením vesnice Severní Evanston. Nakonec, na počátku roku 1892, po připojení vesnice Jižní Evanston bylo odhlasováno, že bude spravován jako velkoměsto. Jeho tehdejší hranice jsou z větší části platné dodnes.